# Aosa sigmoidea
Aosa sigmoidea là một loài thực vật có hoa trong họ Loasaceae. Loài này được Weigend mô tả khoa học đầu tiên năm 1999.